# Supercoppa italiana 2009
La Supercoppa italiana 2009, denominata Supercoppa TIM per ragioni di sponsorizzazione, è stata la 22ª edizione della competizione, disputata l'8 agosto 2009 allo stadio nazionale di Pechino. La sfida è stata disputata tra l'Inter, vincitrice della Serie A 2008-2009, e la Lazio, detentrice della Coppa Italia 2008-2009.
A conquistare il titolo è stata la Lazio che ha vinto per 2-1 con reti di Matuzalém e del capitano Tommaso Rocchi. Per i nerazzurri, capaci di conseguire il treble nel maggio 2010, si trattò dell'unica competizione non vinta nella stagione 2009-2010.

## Partecipanti
| Squadre | Qualificazione                         | Partecipazioni precedenti (il grassetto indica la vittoria) |
| ------- | -------------------------------------- | ----------------------------------------------------------- |
| Inter   | Vincitore della Serie A 2008-2009      | 6 (1989, 2000, 2005, 2006, 2007, 2008)                      |
| Lazio   | Vincitore della Coppa Italia 2008-2009 | 3 (1998, 2000, 2004)                                        |

## Tabellino
| Arbitro: | Morganti (Ascoli Piceno) |

|           |           |                          |
| Eto'o 78’ | Marcatori | 63’ Matuzalém 66’ Rocchi |

| Inter | Lazio |

### Formazioni
| Inter (4-3-1-2) |    |                    |     |     |
|                 |    |                    |     |     |
| P               | 12 | Júlio César        |     |     |
| D               | 13 | Maicon             | 91’ |     |
| D               | 6  | Lúcio              |     |     |
| D               | 26 | Cristian Chivu     | 91’ |     |
| D               | 4  | Javier Zanetti (c) |     |     |
| C               | 19 | Esteban Cambiasso  |     |     |
| C               | 11 | Sulley Muntari     | 29’ | 85’ |
| C               | 8  | Thiago Motta       |     | 70’ |
| C               | 5  | Dejan Stanković    |     | 70’ |
| A               | 9  | Samuel Eto'o       |     |     |
| A               | 22 | Diego Milito       |     |     |
| A disposizione: |    |                    |     |     |
| P               | 1  | Francesco Toldo    |     |     |
| D               | 2  | Iván Córdoba       |     |     |
| C               | 7  | Ricardo Quaresma   |     |     |
| C               | 14 | Patrick Vieira     |     | 70’ |
| C               | 30 | Mancini            |     |     |
| A               | 18 | David Suazo        |     | 85’ |
| A               | 45 | Mario Balotelli    |     | 70’ |
| Allenatore:     |    |                    |     |     |
| José Mourinho   |    |                    |     |     |

| Lazio (4-3-1-2)   |    |                         |     |     |
|                   |    |                         |     |     |
| P                 | 86 | Fernando Muslera        |     |     |
| D                 | 2  | Stephan Lichtsteiner    |     |     |
| D                 | 87 | Modibo Diakité          |     |     |
| D                 | 13 | Sebastiano Siviglia     |     |     |
| D                 | 11 | Aleksandar Kolarov      |     |     |
| C                 | 32 | Cristian Brocchi        |     |     |
| C                 | 33 | Roberto Baronio         |     | 53’ |
| C                 | 5  | Stefano Mauri           |     | 80’ |
| C                 | 8  | Matuzalém               | 30’ |     |
| A                 | 10 | Mauro Zárate            |     |     |
| A                 | 9  | Tommaso Rocchi (c)      |     | 72’ |
| A disposizione:   |    |                         |     |     |
| P                 | 1  | Albano Bizzarri         |     |     |
| D                 | 25 | Emílson Sánchez Cribari |     | 80’ |
| D                 | 26 | Ștefan Radu             |     |     |
| C                 | 6  | Ousmane Dabo            |     | 53’ |
| C                 | 7  | Eliseu                  |     |     |
| C                 | 17 | Pasquale Foggia         |     |     |
| A                 | 74 | Julio Ricardo Cruz      |     | 72’ |
| Allenatore:       |    |                         |     |     |
| Davide Ballardini |    |                         |     |     |